# Villefranche-de-Lauragais
Villefranche-de-Lauragais is een gemeente in het Franse departement Haute-Garonne (regio Occitanie). De plaats maakt deel uit van het arrondissement Toulouse. Villefranche-de-Lauragais telde op 1 januari 2022 5.054 inwoners.

## Geografie
De oppervlakte van Villefranche-de-Lauragais bedroeg op 1 januari 2022 10,35 vierkante kilometer; de bevolkingsdichtheid was toen 488,3 inwoners per km².

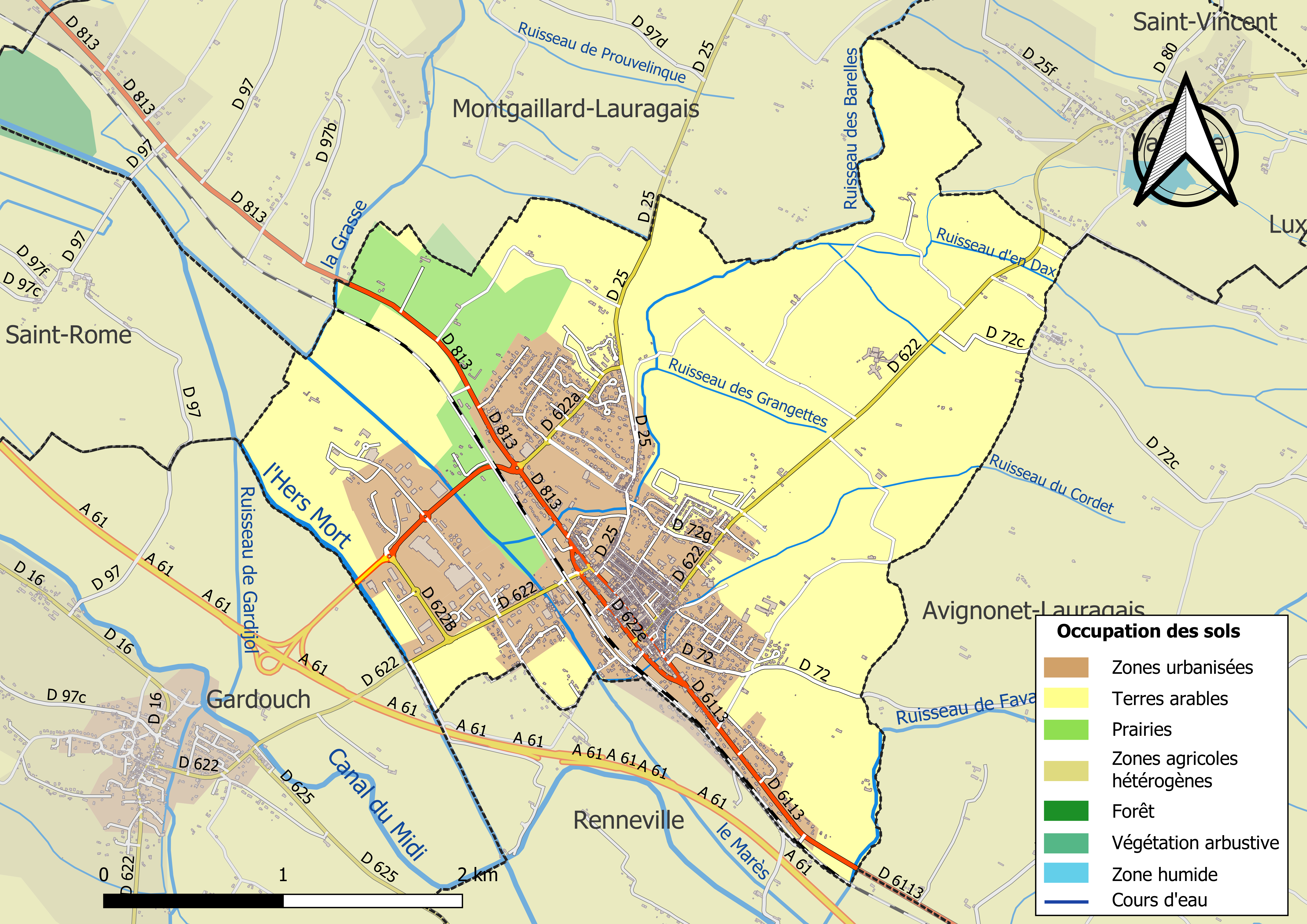
Kaart van de gemeente met belangrijkste infrastructuur, bodemgebruik en omliggende gemeenten

## Demografie
De figuur toont het verloop van het inwonertal (bron: INSEE-tellingen).